# Марчели (Анкона)
Марчели је насеље у Италији у округу Анкона, региону Марке.
Према процени из 2011. у насељу је живело 1473 становника. Насеље се налази на надморској висини од 2 м.